# Kouadioblékro
Kouadioblékro  è una città e sottoprefettura della Costa d'Avorio appartenente al dipartimento di Bocanda. Conta una popolazione di 17 287 abitanti (censimento 2014).